# 灰條短溝紅螢
灰條短溝紅螢（学名：Plateros brevelineatus）为紅螢科短溝紅螢屬下的一个种。